# 斯门代斯
斯門代斯（英語：Smendes）（或譯為思滿迪斯）是古埃及法老（约公元前1077/1076年—约公元前1052年在位），埃及第三中间期第二十一王朝创建者。长期在尼罗河三角洲东北部的塔尼斯建立都城，而阿蒙神庙的高级祭司统治着底比斯和上埃及。阿蒙神庙高级祭司虽在上埃及握有实权，但仍承认他为法老并与他合作。